# Oud Kerkhof (Hasselt)

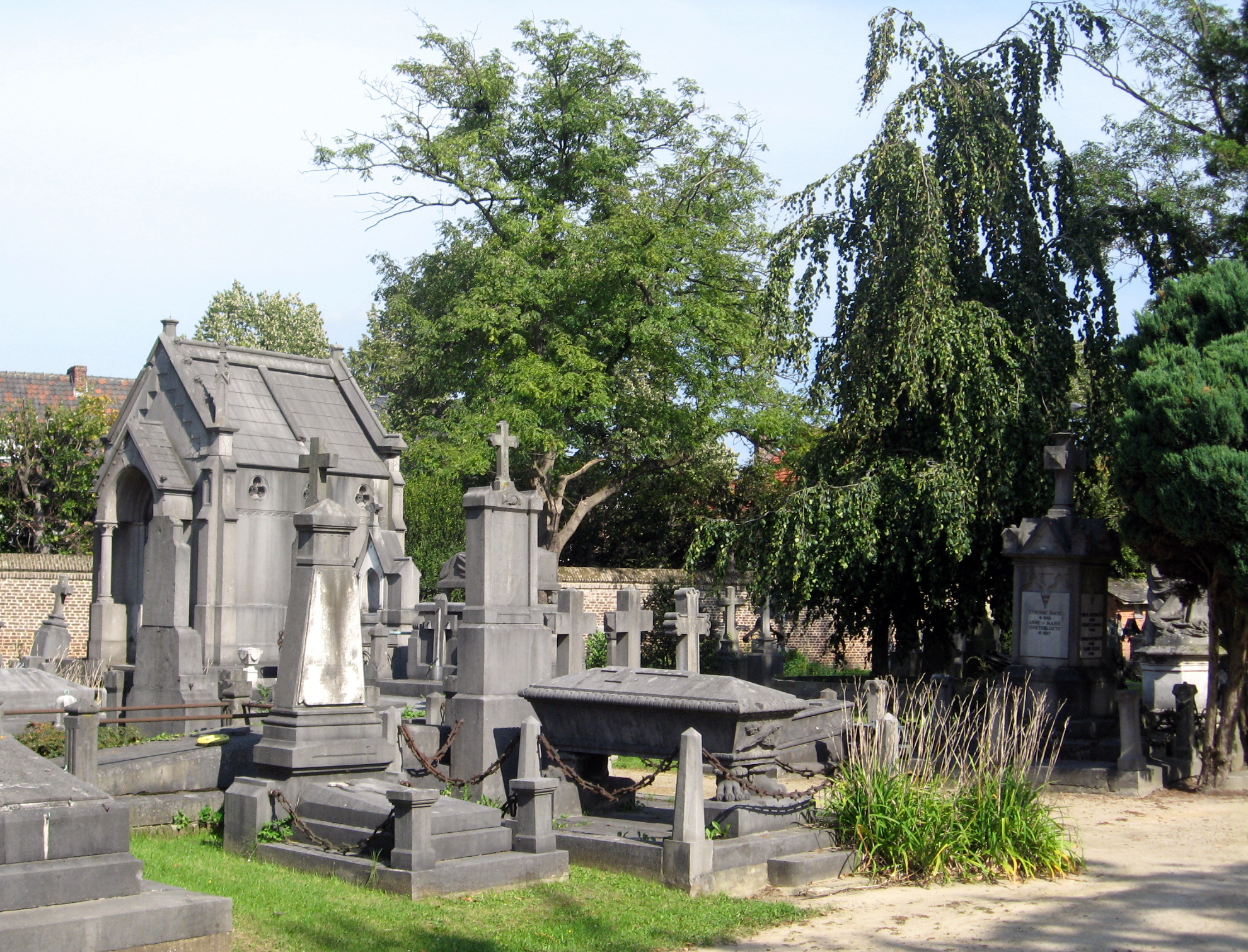
De Oude begraafplaats in Hasselt

Het Oud Kerkhof is een begraafplaats in Hasselt gelegen aan de Kempische Steenweg ten noorden van het stadscentrum. Het kerkhof was in gebruik van ongeveer 1800 tot 1930. Het is een voorbeeld van een parkbegraafplaats zoals die in de negentiende en het begin van de twintigste eeuw werden aangelegd. Sinds 2004 is het wegens zijn waardevol funerair erfgoed opgnenomen in de lijst van beschermd monumenten.

## Historiek

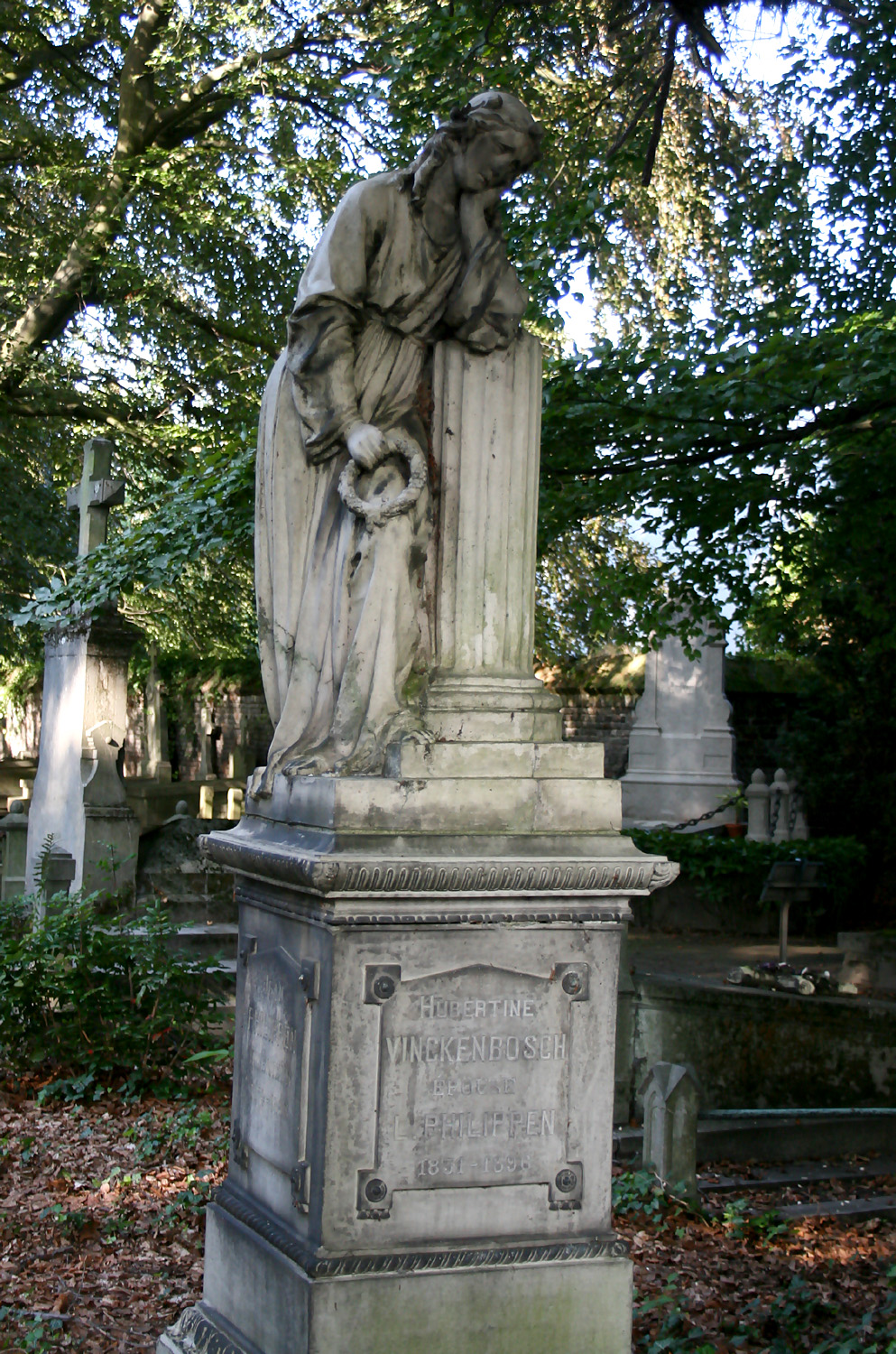
Grafmonument voor Hubertine Vinckenbosch (gest. 1896), echtgenote van edelsmid Leonard Philippen. Het beeld is van de firma Villeroy & Boch.

De begraafplaats kwam er omdat er op de oorspronkelijke begraafplaats in de buurt van de Sint-Quintinuskerk in het centrum van Hasselt aan de Vismarkt geen plaats meer was. De situatie daar was zodanig onhygiënisch geworden dat er in 1796 een Frans verbod werd uitgevaardigd voor begrafenissen binnen de stadswallen. Het stadsbestuur kocht toen een stuk grond van 16 bunders (hier iets meer dan 87 are) van de zusters Bonnefanten van het Heilig Graf. Het nieuwe kerkhof werd in twee delen verdeeld, een voor katholieken en een voor niet-katholieken. De eerste begrafenis op het nieuwe kerkhof vond nog dat jaar plaats. In 1807 ommuurde men het kerkhof. Twee jaar later bouwde men er een kapel met dodenhuisje bij.
Het kerkhof is een aantal malen uitgebreid, zo ook in 1864, toen men de muur sloopte die tot dan een strenge scheiding vormde tussen het gewijde gedeelte voor katholieken en het gedeelte voorbehouden aan niet-gelovigen. Van toen af werden er ook concessies verkocht door het stadsbestuur. Een concessie is een toelating om, tegen betaling, een stuk grond van de begraafplaats voor een bepaalde termijn of "eeuwigdurend" te gebruiken. Men kon echter slechts een concessie verkrijgen indien men ook een schenking deed aan het "Bureau de Bienfaisance", het armenhuis van de stad. Het gevolg was dat alleen rijke families uit de Hasseltse bourgeoisie zich een dergelijke concessie konden veroorloven. Zij lieten monumentale en soms pompeuze grafmonumenten en grafkapellen oprichten op hun concessie, die hun status ook na hun dood moesten uitdrukken. Door de monumentale kunstig uitgewerkte graven met soms zeer realistisch beeldhouwwerk met daarbij een groene omgeving met treurwilgen en cipressen ontstond een zogenoemde parkbegraafplaats die nu nog vrijwel geheel intact is.
Na de Eerste Wereldoorlog werd nabij de ingang een ereperk ingericht voor de 149 Hasseltse gesneuvelde militairen.
Vanaf ongeveer 1800 was dit de enige officiële begraafplaats van Hasselt. Tegen 1930 raakte ook deze echter vol. In 1929 werd de nieuwe begraafplaats "Kruisveld" aan de Sint-Truidersteenweg aan de zuidkant van de stad in gebruik genomen. Vanaf 1930 verleende het stadsbestuur geen nieuwe concessies meer voor het Oud Kerkhof. Er mochten alleen nog overledenen bijgezet worden in bestaande grafkelders. Gewone begravingen en nieuwe grafmonumenten werden niet meer toegestaan.

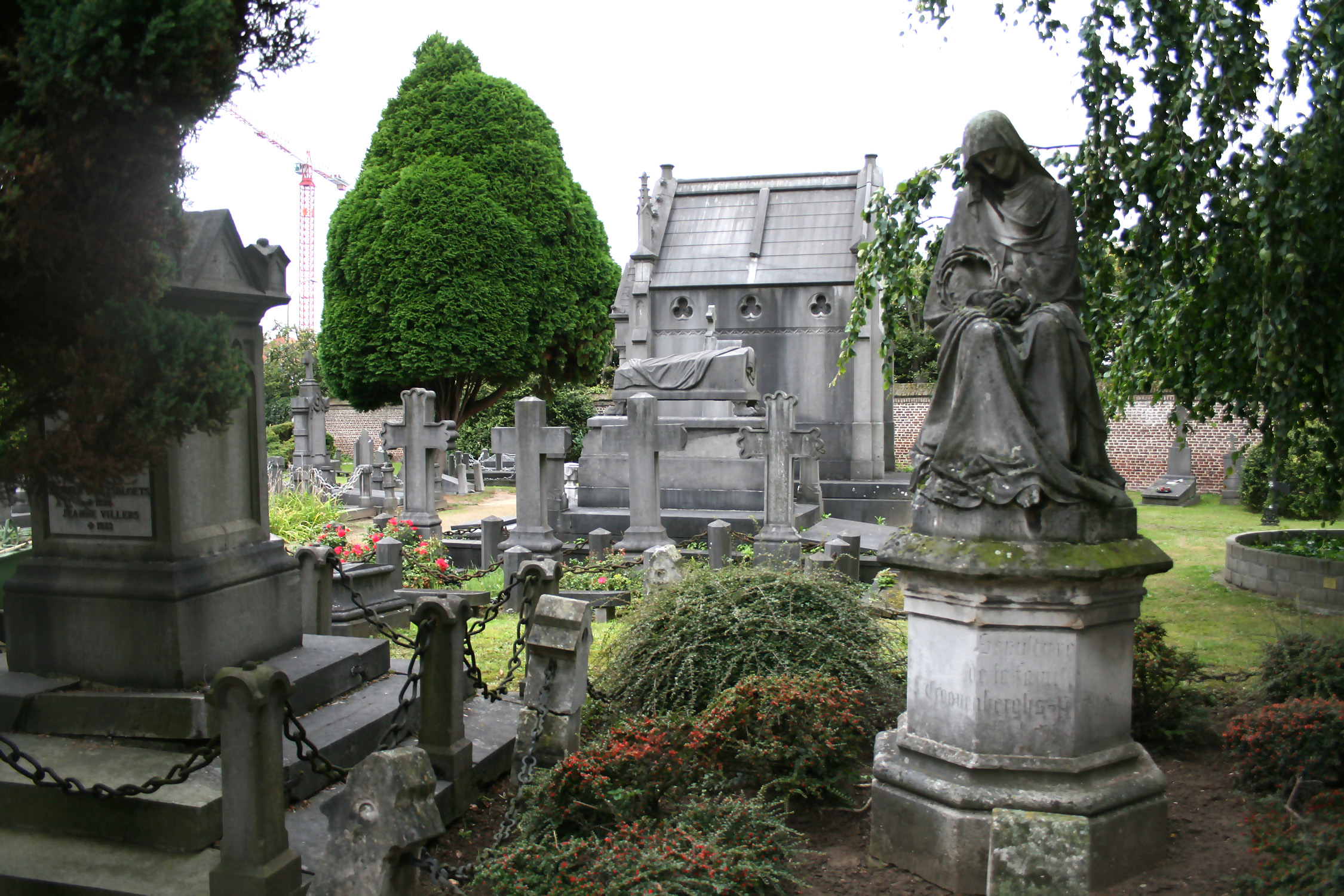
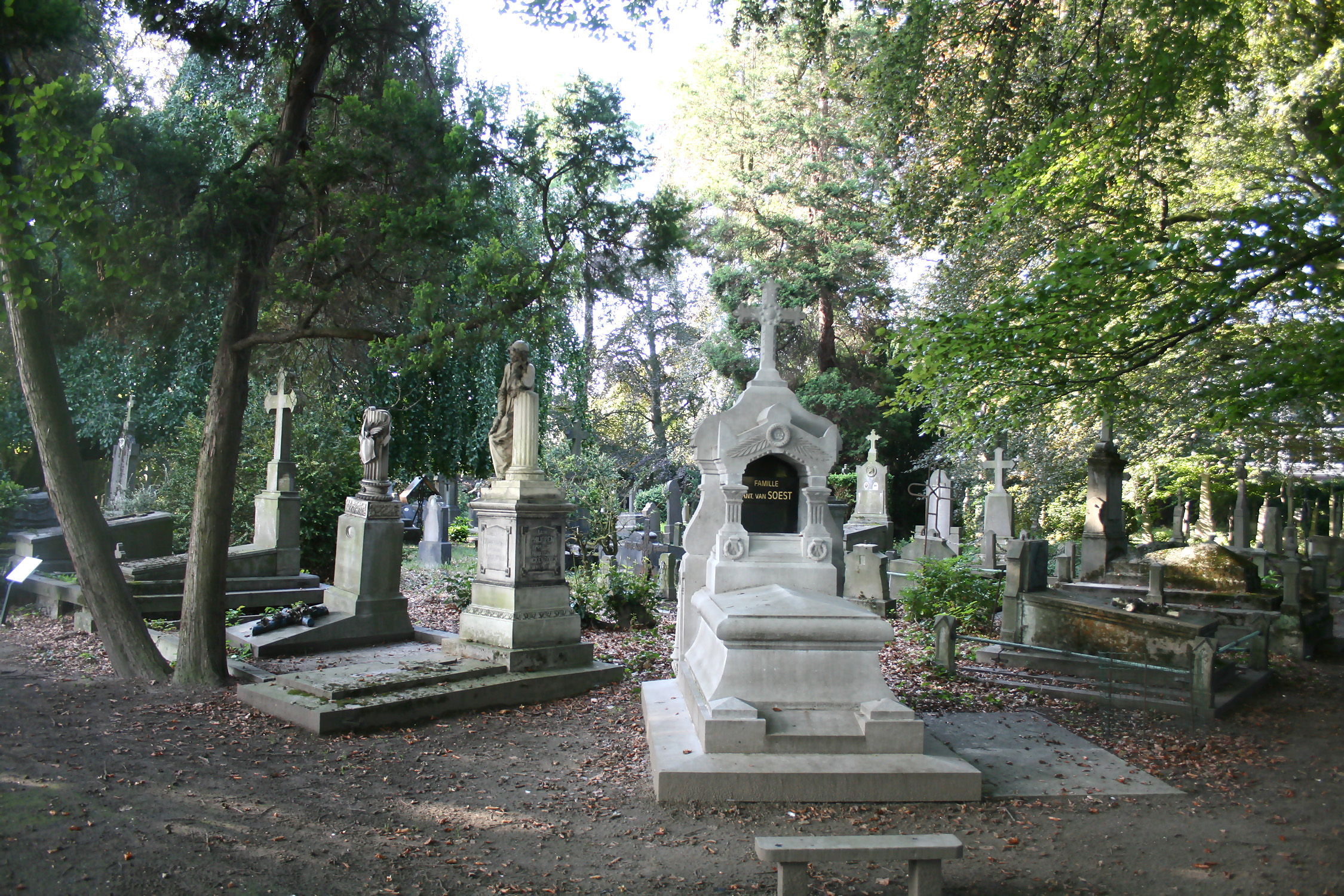
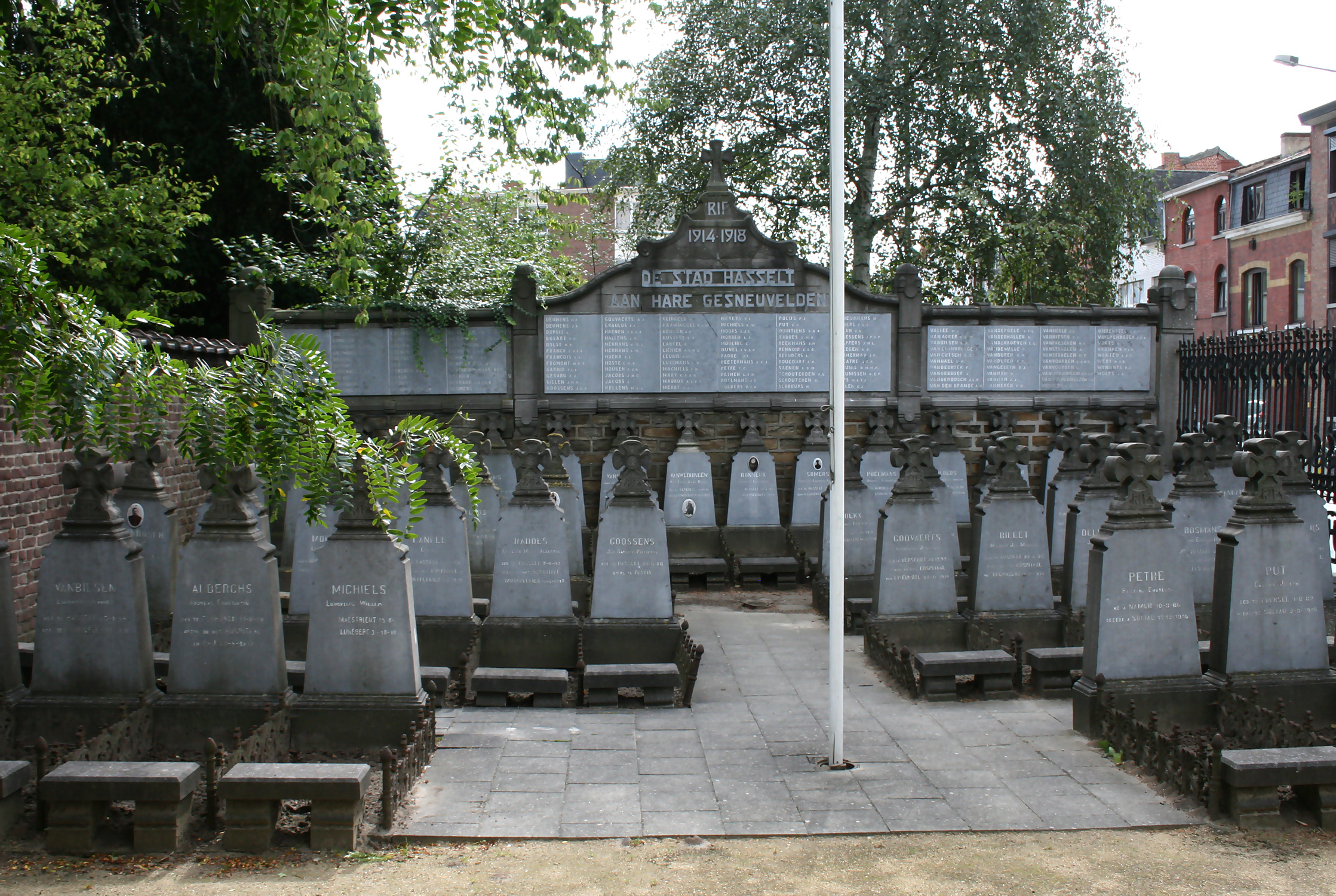
Ereperk voor gesneuvelden in Wereldoorlog I

## Beschermd monument
In 2004 werd de begraafplaats een beschermd monument. De gehele site is beschermd; niet alleen de graven en grafmonumenten maar ook de muren, hekken, planten en bomen, waaronder de 76 beuken aan de buitenkant van de ommuring aan de Vilderstraat. Het kerkhof is historisch belangrijk op het vlak van (begrafenis)cultuur, (tuin)architectuur, industriële archeologie met vele staaltjes van steenkappers-, ijzergiet- en ijzersmeedkunst, en beplanting.
Dit oude kerkhof, gelegen op de hoek van de Vilderstraat en langs de drukke Kempische Steenweg, vormt een groene oase van rust in het stedelijk landschap van Hasselt. Voor de bezoekers is er een bewegwijzerde route doorheen de begraafplaats met uitleg over de belangrijkste graven. In het dodenhuisje kan men meer informatie krijgen over de geschiedenis van het Oud Kerkhof en van begraafplaatsen in het algemeen.

## Grafsymboliek
Vele graven dragen traditionele symbolen die verwijzen naar de dood of het eeuwige leven, bijvoorbeeld:
- een afgebroken zuil of boomstam als symbool voor een plots afgebroken leven;
- een verstrengelde vrouwen- en mannenhand als symbool voor de huwelijksband die over de dood heen blijft bestaan;
- een hart als symbool voor de liefde tussen man en vrouw of tot God of van mens tot mens;
- alfa en omega, de eerste en laatste letter van het Griekse alfabet, symbool voor het begin en einde van het leven.

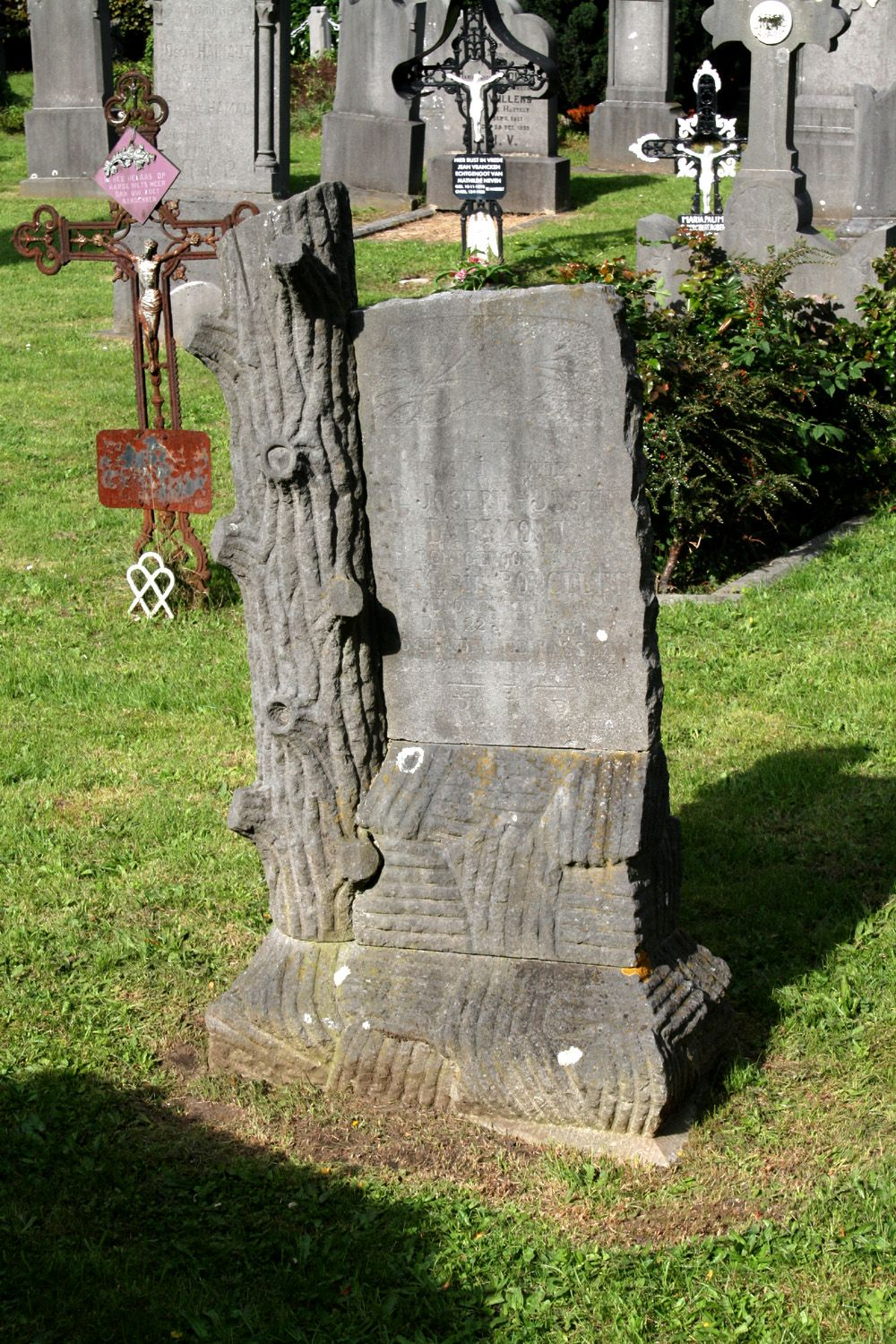
afgebroken boomstam
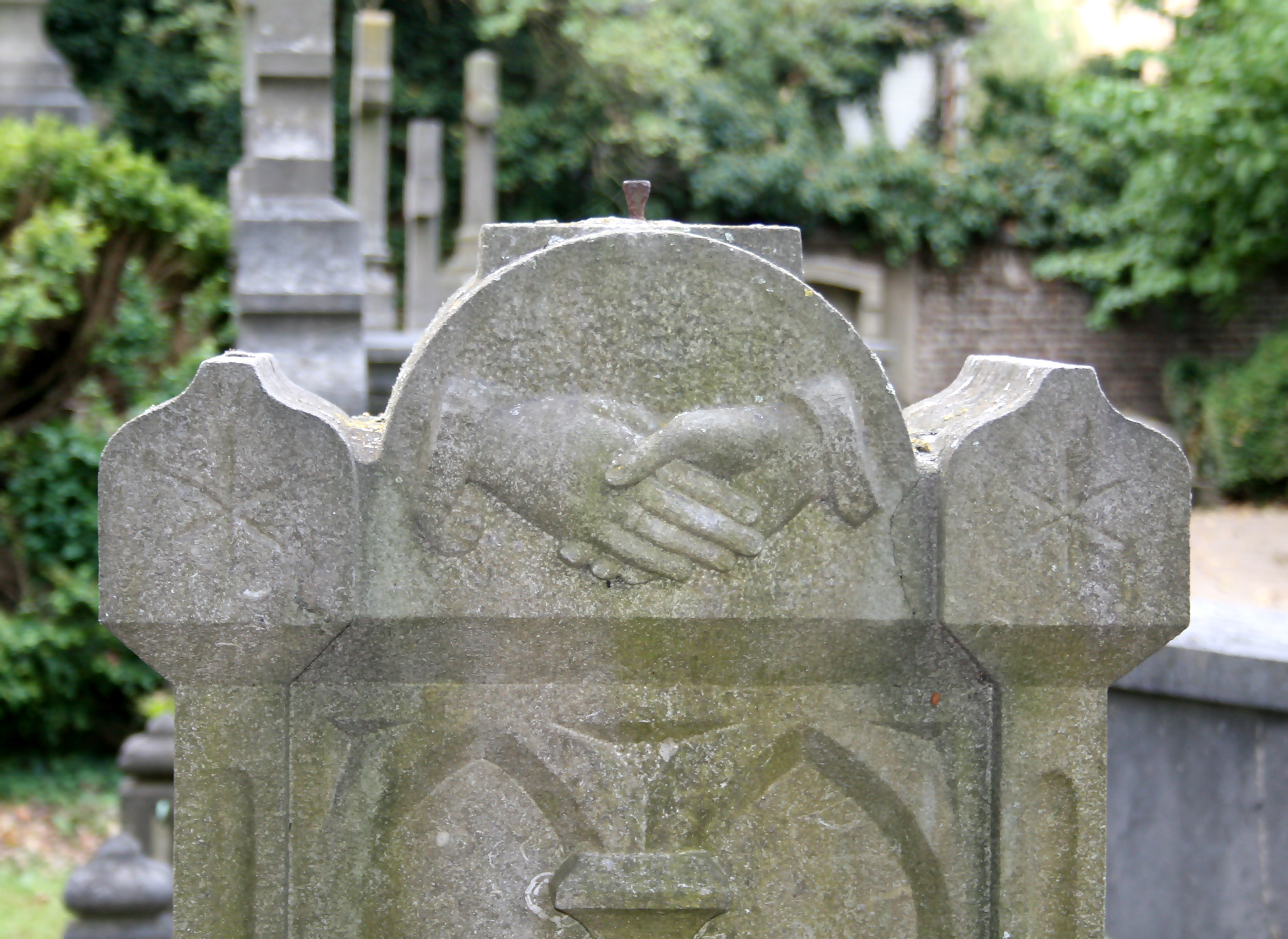
verstrengelde handen
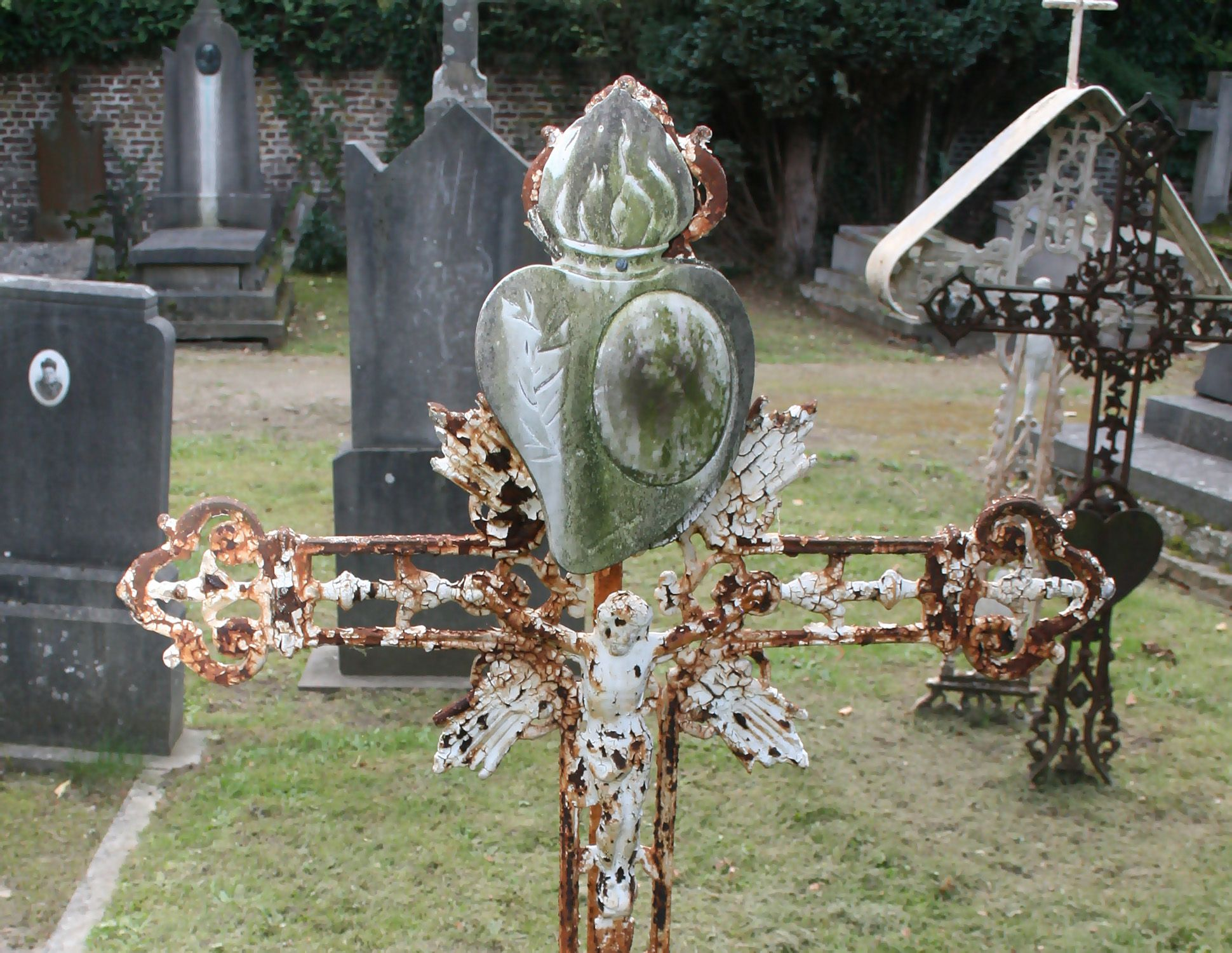
vlammend hart
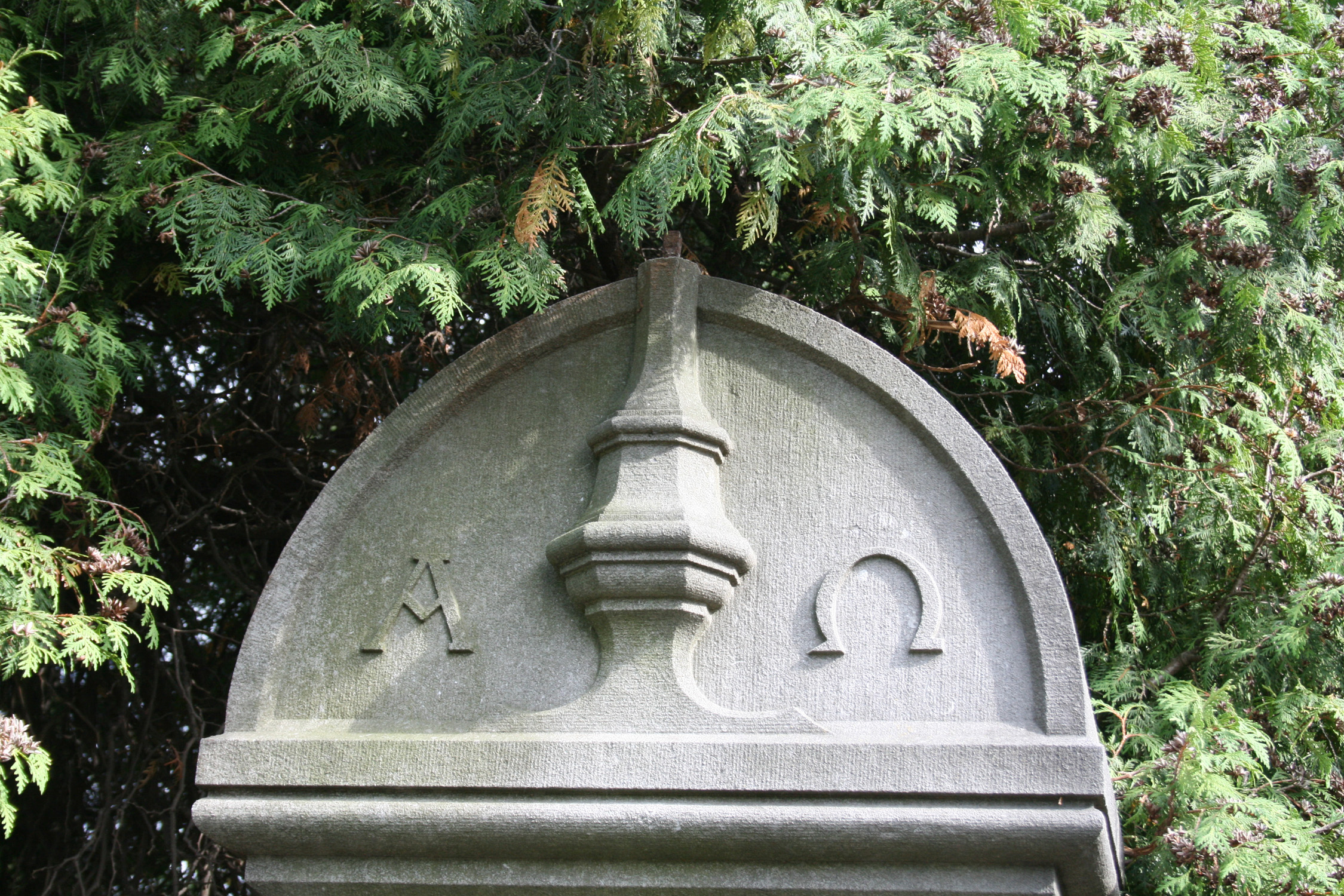
alfa en omega

Andere symbolen verwijzen naar het beroep van de overledene, bijvoorbeeld een lier voor een musicus of componist of een passer en winkelhaak voor een architect.
Ook planten op het kerkhof hebben een symbolische betekenis. De meest bekende is de venijnboom uit de taxusfamilie. De zaden en extracten van deze conifeer bevatten dodelijke gifstoffen; en de venijnboom wordt al sinds de Kelten als "boom van de dood" beschouwd. Groenblijvende planten als buxus en hulst symboliseren dan weer de onsterfelijkheid. Treurwilgen is men pas later gaan gebruiken om het verdriet van de nabestaanden uit te drukken.

## Enkele graven op het Oud Kerkhof
|  | Pater Valentinus Paquay (1828-1905), het "Heilig Paterke van Hasselt", werd hier begraven. In 1926 werd zijn stoffelijk overschot overgebracht naar de kerk in de Minderbroedersstraat in Hasselt. Op de plaats van zijn eerste graf is nu deze gedenksteen geplaatst. |  | Gedenkzuil voor burgemeester Michel Arnold Bamps (1793-1865) |
|  | Dokter Louis Willems (1822-1907) |  | Familiegraf Willems, onder meer voor jeneverstoker en burgemeester Pieter Jan Willems (1786-1868), vader van Louis Willems |
|  | Rechtsgeleerde en minister Joseph Thonissen (1816-1891) |  | Familiegraf Stellingwerff; onder meer voor jeneverstokerszoon, advocaat en burgemeester Guillaume Stellingwerff (1841-1923) |
|  | Advocaat en burgemeester Jules Nagels (1829-1890) |  | Familiegraf Goetsbloets, onder meer voor burgemeester Ernest Goetsbloets (1835-1905) |
|  | Provinciegouverneur Adolphe Goupy de Beauvolers (1825-1894) |  | Neogotische grafkapel van de familie de Corswarem, voor onder meer ridder Guillaume de Corswarem (1799-1884), notaris, gemeenteraadslid en volksvertegenwoordiger, en zijn zoon Adrien (1849-1909) die ook volksvertegenwoordiger was |
|  | Musicus en dirigent Alexis Pierloz (1853-1919), componeerde het Hasselts meiliedje |  | Grafkapel van burggraaf Ferdinand Goupy de Quabeck (1820-1894) |
|  | Armand Roelants, burgemeester van Hasselt van 1872 tot 1875. |  | Ferdinand Portmans (1854-1938), notaris, burgemeester van Hasselt van 1895 tot 1937, schoonzoon van oud-burgemeester Armand Roelants                                                                                                  |